# Otto
Otto er et drengenavn, der stammer fra det oldhøjtyske Aud (=velstand, rigdom). I 2001 var der i Danmark 3.612 med navnet ifølge Danmarks Statistik.
En nordisk version af navnet er Otte.

## Kendte personer med navnet
- Otto den Store, Otto 2., Otto 3., tysk-romerske kejsere.
- Otto von Bismarck, tysk rigskansler.
- Otto Brandenburg, dansk sanger og skuespiller.
- Otto Steen Due, dansk klassisk filolog og oversætter.
- Otto Gelsted, dansk digter.
- Jens Otto Krag, dansk statsminister.
- Otto Leisner, dansk tv-vært.
- Otto Liebe, dansk jurist og statsminister.
- Otto Lilienthal, tysk flypioner.
- Otto Mortensen, dansk komponist.
- Otto Mønsted, dansk storkøbmand.
- Otto Rehhagel, tysk fodboldtræner.
- Otte Knudsen Rud, dansk admiral
- Otto Sigvaldi, dansk digter.
- Otto Stern, tysk-amerikansk fysiker og nobelprismodtager.

## Navnet anvendt i fiktion
- Otto er et næsehorn er en børnebog af Ole Lund Kirkegaard, der er filmatiseret af Rumle Hammerich.
- Otto er en psykopatisk person i filmen Fisken de kaldte Wanda.